# Heliocheilus mesoleuca
Heliocheilus mesoleuca là một loài bướm đêm thuộc họ Noctuidae. Nó được tìm thấy ở New South Wales, Bắc Úc, Queensland và Nam Úc.